# Brooks Tegler
Brooks Tegler (* 12. November 1954 in Philadelphia) ist ein US-amerikanischer Jazz-Schlagzeuger und Bandleader.

## Biografie
Tegler, der von Swing-Bandleadern wie Gene Krupa, Duke Ellington, Benny Goodman, Count Basie oder Artie Shaw beeinflusst ist, wuchs in Baltimore auf, wo er bis 1972 lebte. 1968 begann er seine Profikarriere als Sessionmusiker; außerdem veröffentlichte er bislang acht Alben unter eigenem Namen mit kleineren Ensembles und Big Bands. Daneben war er als Produzent zahlreicher Tribut-Konzerte für bekannte Jazzmusiker aktiv, außer dem genannten für J. J. Johnson/Kai Winding, Helen Ward und Tommy Dorsey. Im Raum Washington D.C. tritt er seit den 1990er Jahren regelmäßig mit seiner Band auf, seit den 2000er Jahren mit dem Ensemble Capital Combinations.
Neben seinen Aktivitäten als Musiker beschäftigt er sich mit dem Zweiten Weltkrieg; so organisierte er in Washington, D.C. in den 1980er und 1990er Jahren einige Gedenkveranstaltungen. Dies führte dazu, dass der Bildhauer Raymond Kaskey ihn als Modell für sein Relief am Gefallenen-Denkmal National World War II Memorial verwendete.
Brooks Tegler tourt regelmäßig in den Niederlanden, Belgien und in Deutschland mit verschiedenen Big Bands, zum Beispiel der Jack Million Band.

## Diskographische Hinweise
- And Not Only That (1993) mit Harry Allen, Danny Gatton, Steve Jordan
- Keep Em Flying (Circle, 1994)
- It’s Been So Long (Maxngruber, 2004)
- That’s It! (Maxngruber, 2007)
- Uncommon Denominator (Maxngruber, 2009)